# وو ژیچیانگ
وو ژیچیانگ (انگلیسی: Wu Zhiqiang؛ زادهٔ ۱۰ آوریل ۱۹۹۴) دونده سرعت اهل چین است.